# Scythocentropus mercedes
Scythocentropus mercedes là một loài bướm đêm trong họ Noctuidae.